# Kolbermoor

Kolbermoor este un oraș din districtul Rosenheim, regiunea administrativă Bavaria Superioară, landul Bavaria, Germania.
Orașul este situat pe malul râului Mangfall la circa 5 km de centru orașului Rosenheim. Se învecinează de asemenea cu orașul Bad Aibling și cu comunele Großkarolinenfeld și Raubling.

## Subunități orășenești
- Kolbermoor
- Aiblinger Au
- Grubholz
- Lohholz
- Markholz
- Mitterhart
- Oberhart
- Pullach
- Schlarbhofen

## Personalități
- Paul Breitner (n. 1951), fost jucător de fotbal
- Bastian Schweinsteiger (n. 1984), jucător de fotbal

## Galerie de imagini

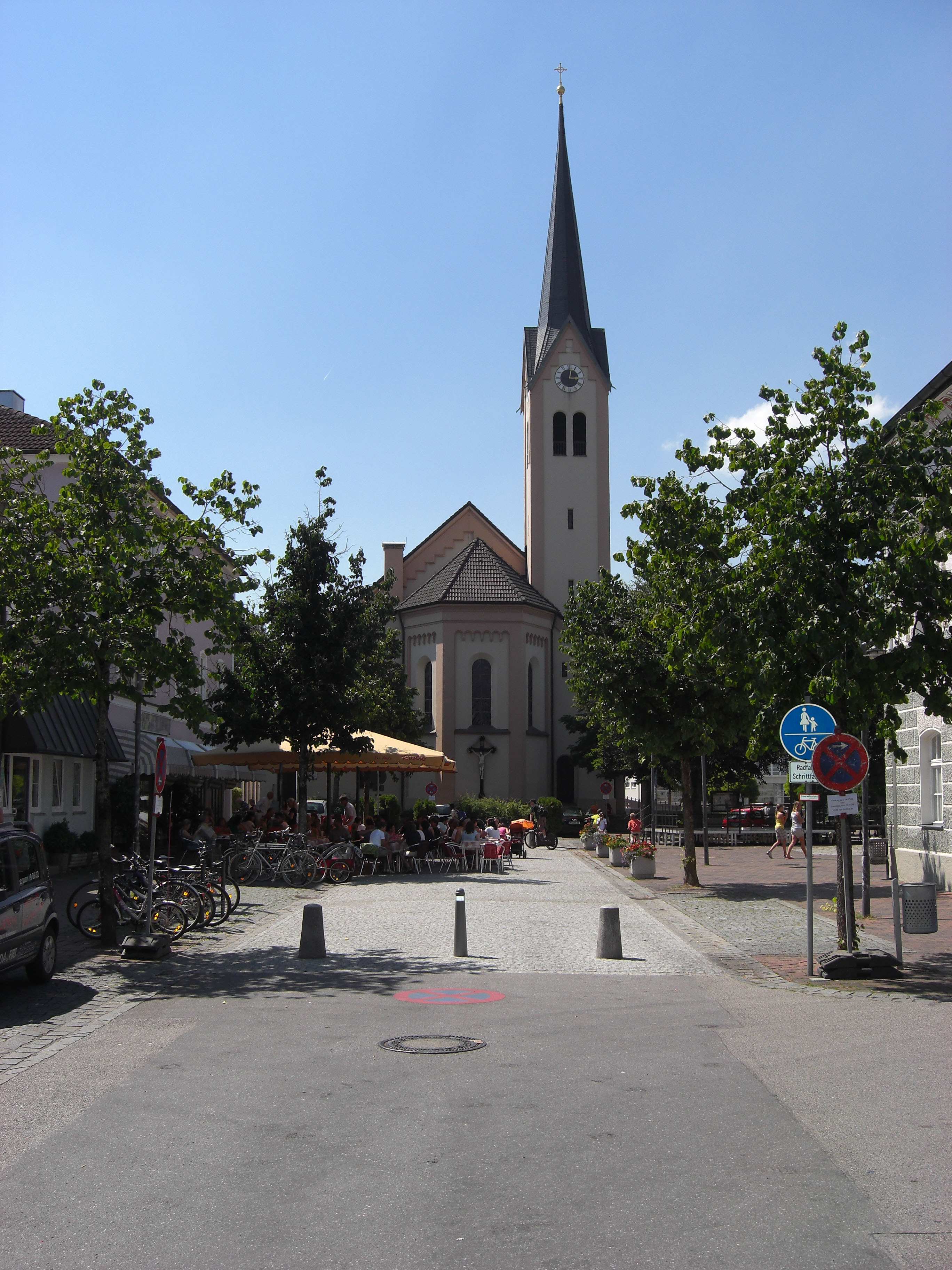
Biserica catolică din centru
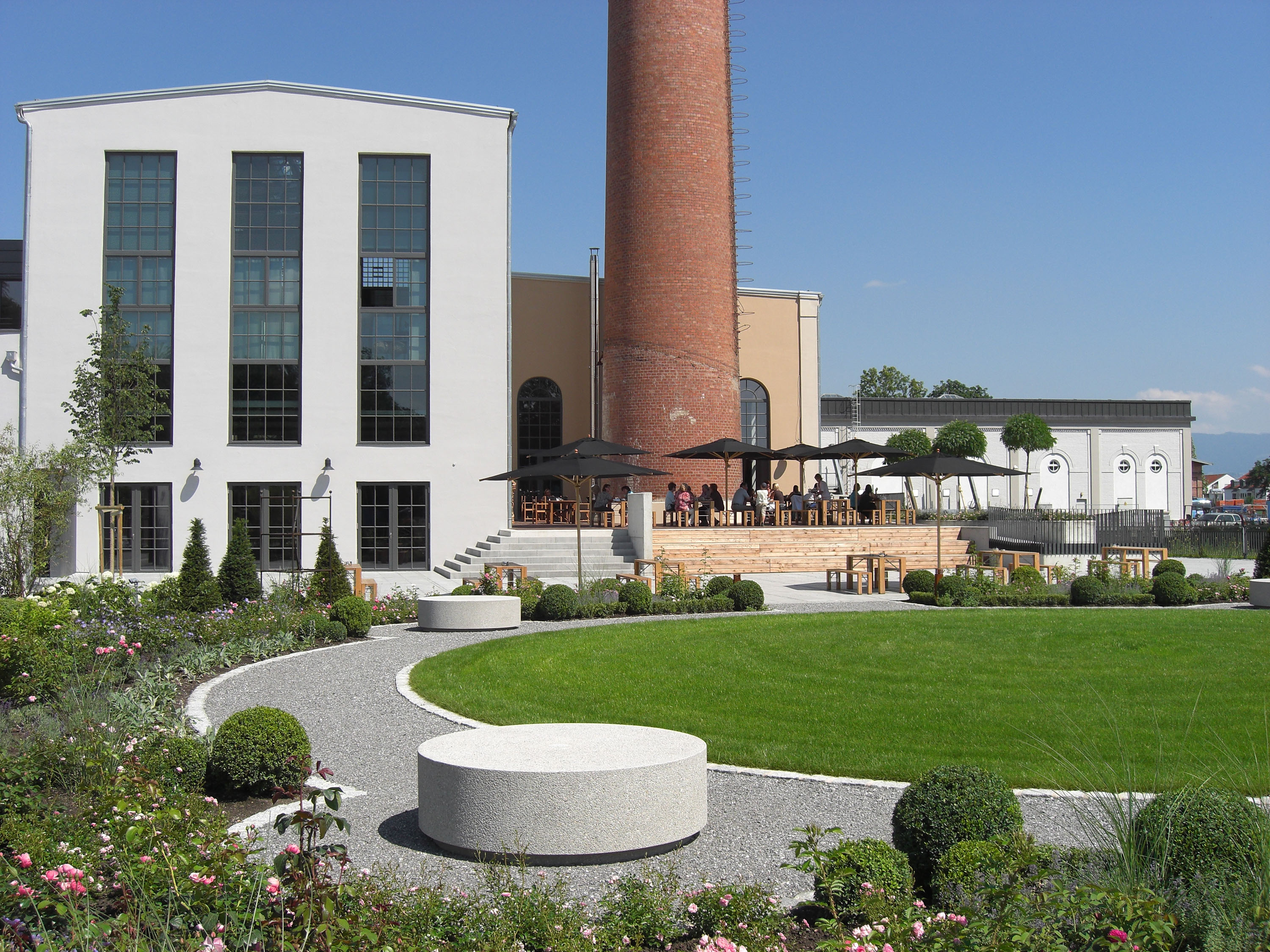
Cafenea în fosta fabrică de bumbac
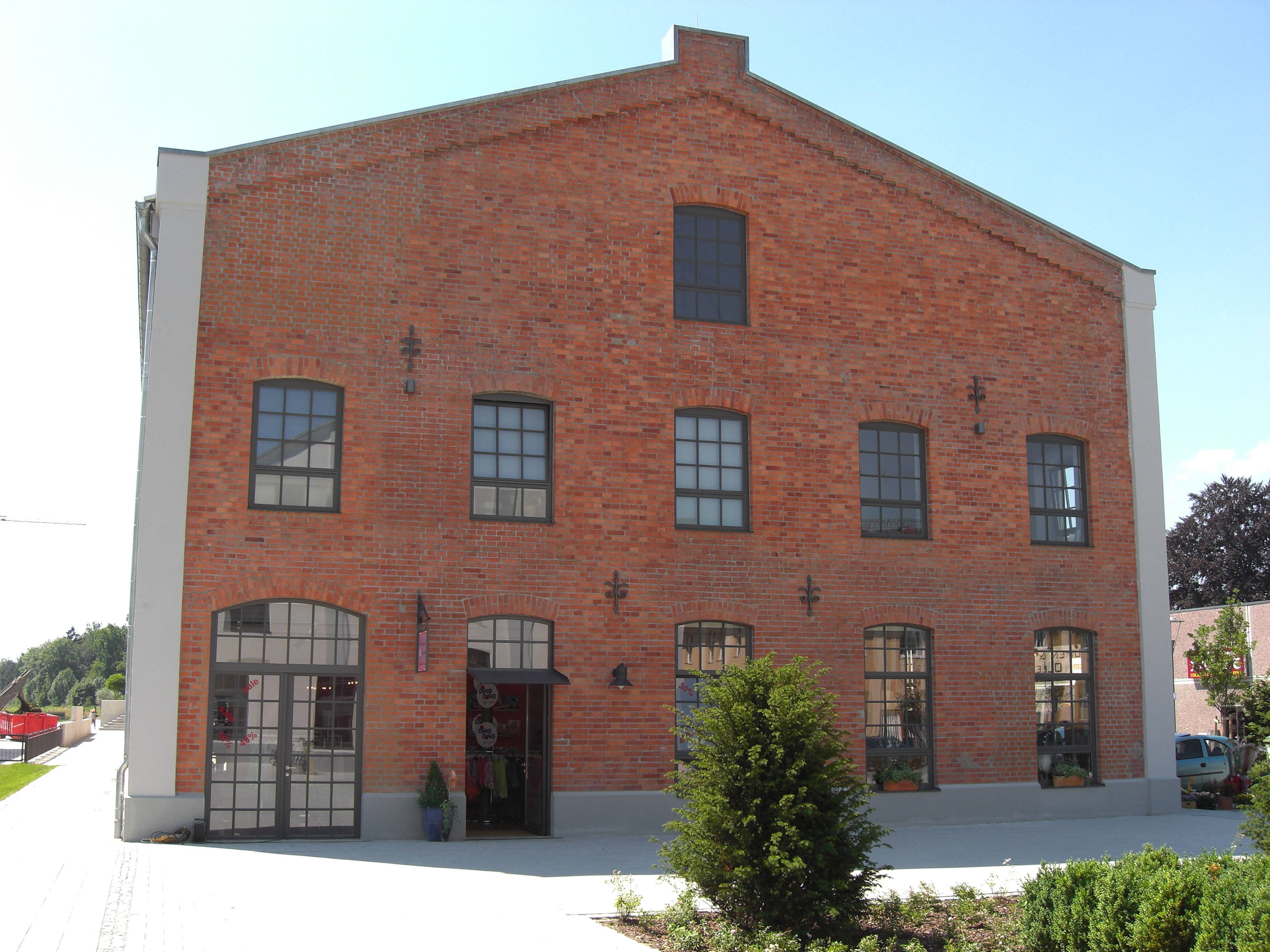
Clădire renovată a fostei fabrici de bumbac
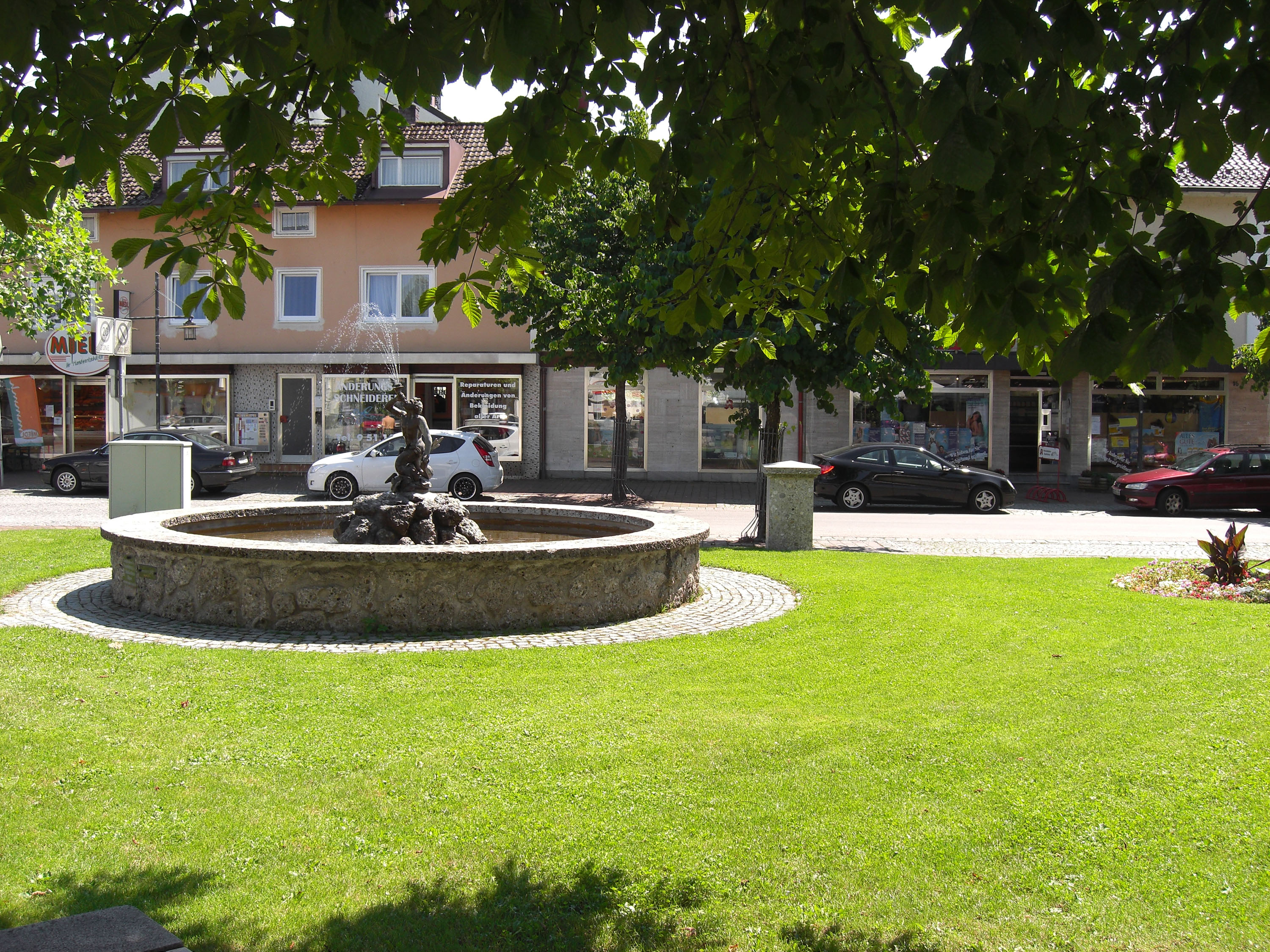
Imagine din centrul orașului
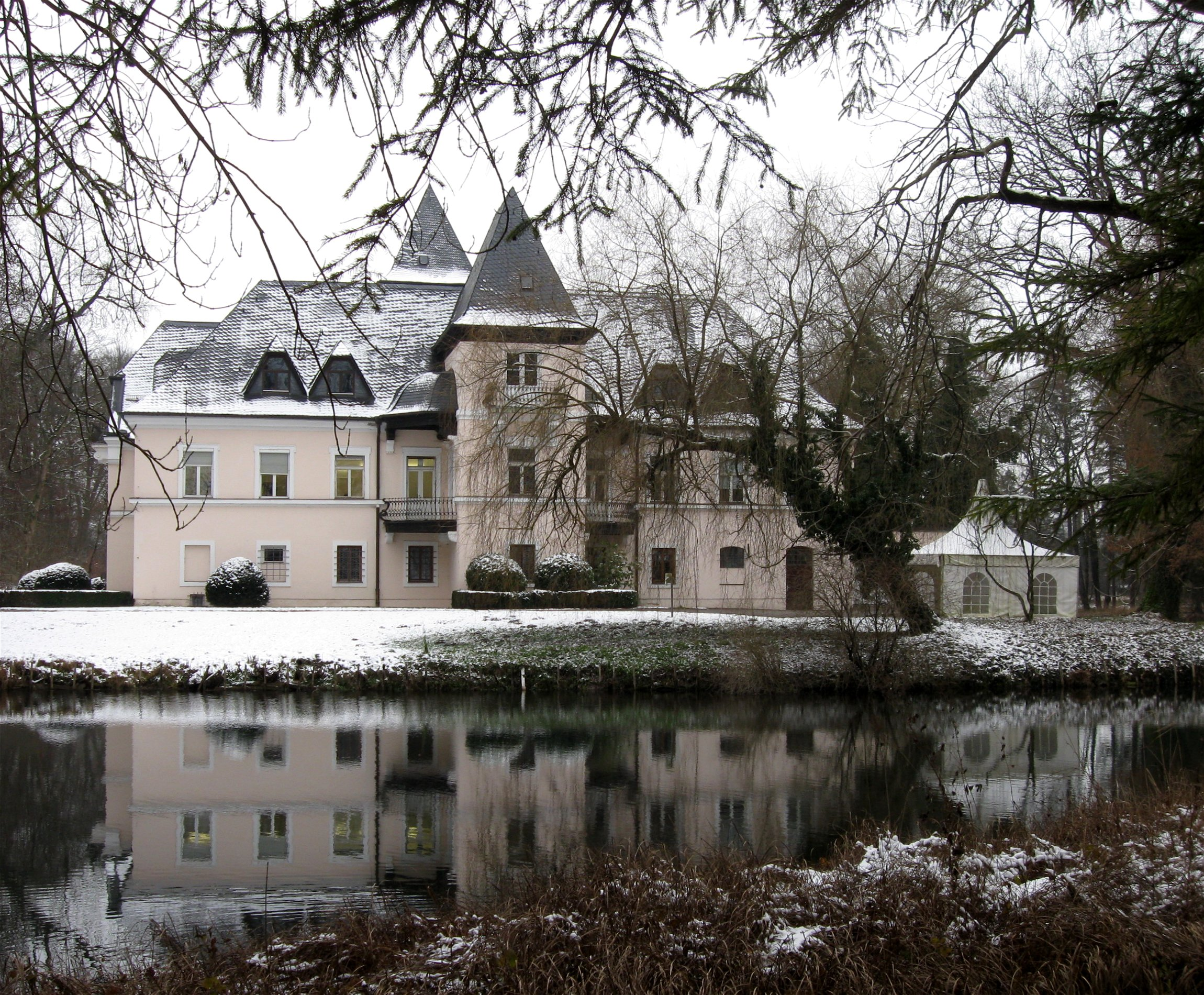
Castelul Pullach din Kolbermoor